# Elecciones estatales de Baja California de 2007
Las elecciones estatales de Baja California de 2007 se llevaron a cabo el domingo 5 de agosto de 2007, organizadas por el Instituto Estatal Electoral del Consejo Estatal Electoral del Estado de Baja California para renovar los titulares de los siguientes cargos de elección popular del estado mexicano de Baja California:
- Gobernatura de Baja California: Titular del Poder Ejecutivo del estado, electo para un periodo de seis años no reelegibles en ningún caso. El candidato electo fue José Guadalupe Osuna Millán.[1]
- 5 ayuntamientos: Formados por un Presidente Municipal, un síndico y varios regidores, electos para un periodo de tres años, no reelegibles de manera consecutiva.
- Congreso del Estado: Electos por mayoría relativa elegidos en cada uno de los distritos electorales del estado.

## Organización
Ocho partidos políticos nacionales y dos estatales con registro ante el Instituto Estatal Electoral del Estado de Baja California estuvieron en posibilidad de registrar candidatos a gobernador, ayuntamientos y diputados, de manera individual, formando coaliciones electorales entre dos o más partidos, o registrando candidaturas comunes, es decir, registrar a un mismo candidato aunque cada partido compita de manera independiente. 

### Anulación de la candidatura
El 20 de junio de 2007 el Tribunal Electoral de Baja California, resolvió, por dos votos contra uno, de sus magistrados, declarar nula la candidatura de Jorge Hank Rhon a Gobernador postulado por la Alianza para que Vivas Mejor, y a María Mercedes Maciel Ortiz de la Alianza PT-Convergencia el 27 de junio de 2007, por esto han quedado imposibilitados de ser candidatos por el artículo 42 de la Constitución de Baja California, debido a que este impide a los Presidentes Municipales ser candidatos antes de haber terminado el periodo para el que fueron elegidos.
El artículo 42, párrafo tercero, de la Constitución Política del Estado Libre y Soberano de Baja California, establece:

Artículo 42.- No podrán ser electos Gobernador del Estado: (...) los Diputados y Senadores del Congreso de la Unión, Diputados Locales, Presidentes Municipales, Síndicos Procuradores y Regidores de los Ayuntamientos durante el periodo para el que fueron elegidos; aun cuando se separen de sus cargos; con excepción de los suplentes siempre y cuando estos no estuvieren ejerciendo el cargo.

Ante ello, Hank tendrá que suspender su campaña electoral, anunciando que lo hará hasta que reciba la notificación oficial por parte del tribunal y entonces interpondrá una impugnación ante el Tribunal Electoral del Poder Judicial de la Federación, el PRI por su parte, ha condenado la resolución y anunciado que no habrá sustitución de la candidatura de Hank y que continuarán con su campaña.
El 22 de junio, el Tribunal Electoral del Poder Judicial del Estado emitió su resolución final sobre la anulación de la candidatura de Hank, en la cual fija un plazo de diez días a la Alianza para que Vivas Mejor para registrar a un nuevo candidato a Gobernador.
El 6 de julio de 2007 el Tribunal Electoral del Poder Judicial de la Federación determinó en sesión publica la legalidad de la candidatura de Hank Rhon, al determinar que el artículo 42 de la Constitución local era excesiva y que esto contravenía la constitución federal, esta resolución, restituyó además las candidaturas de María Mercedes Maciel Ortiz y de los candidatos de la Alianza para que Vivas Mejor a Presidente Municipal de Ensenada y a una regiduría de Tijuana que habían sido anuladas en razón del mismo artículo 42, sin embargo, no lo hizo con la de Jorge Aztiazarán Orcí a Presidente Municipal de Tijuana, pues esta anulación fue por no tener la nacionalidad mexicana con la antigüedad exigida por la ley, en consecuencia, el 7 de julio, la Alianza para que Vivas Mejor registró a Fernando del Monte como candidato a Presidente Municipal de Tijuana.

### Gobernador

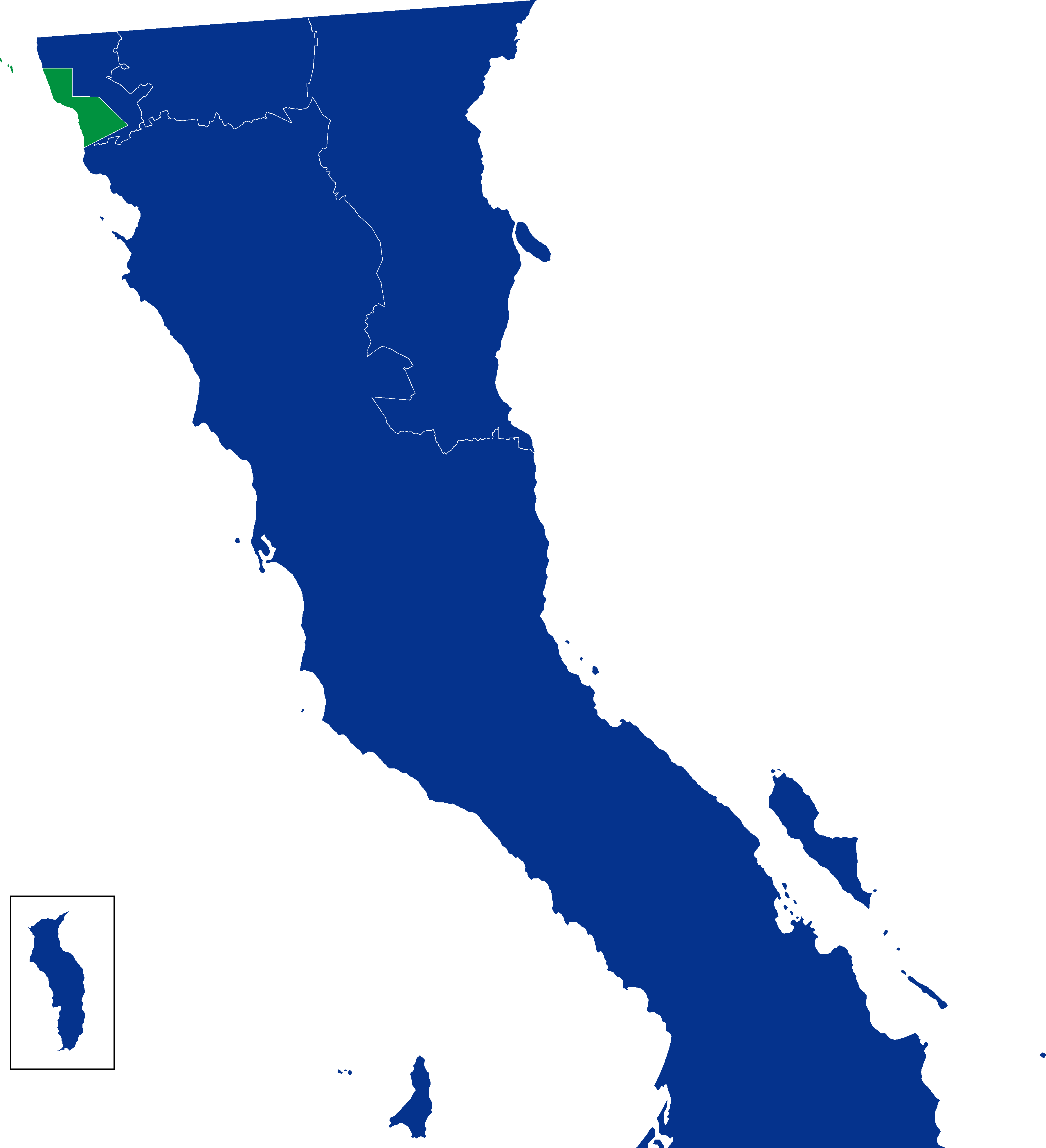
Distribución de los Ayuntamientos por partido político

### Reformas legales
Previo al inicio del proceso electoral, el Congreso del Estado de Baja California ha realizado una importante serie de reformas legales a las leyes electorales, no consensuadas entre los diferentes partidos, finalmente aprobada únicamente por el Partido Acción Nacional (en el gobierno) y el Partido Verde Ecologista de México, siendo rechazados por los restantes partidos políticos, entre estas reformas están la eliminación de la Credencial Estatal Electoral (única en el país) y el cambio de fecha de los comicios, el PRI y los diputados opositores a la medida, interpusieron recursos contra esta reforma.
El 4 de enero de 2006, la Suprema Corte de Justicia de la Nación, declaró nula la reforma electoral votada por el PAN y el PVEM, en consecuencia, el proceso electoral tendrá lugar el domingo 5 de agosto de 2007, como estaba previsto antes de la reforma electoral. La Suprema Corte determinó que la propuesta del PAN era «una violación grave al proceso legislativo... sin una discusión y análisis previo».

### Elecciones internas
Los partidos políticos definirán y lleverán a cabo sus procesos de elección de candidatos a puestos de elección popular durante los primeros meses de 2007 (en orden alfabético):

#### Partido Acción Nacional
El PAN se enfrenta al reto de ganar por cuarta vez consecutiva la gubernatura del estado, pues ya lo hizo en 1989 con Ernesto Ruffo Appel, en 1995 con Héctor Terán Terán y en 2001 con Eugenio Elorduy, lo que da como resultado 18 años consecutivos de gobiernos panistas, es la primera vez que se enfrenta a una cuarta elección (Guanajuato y Jalisco han elegido a tres panistas consecutivos), por lo que el desgaste del partido en el gobierno es mayor que en cualquier otra ocasión.
Para el proceso electoral, el PAN concretó una coalición con el Partido Nueva Alianza y el Partido Encuentro Social, con el nombre de Alianza por Baja California y que se registró el 31 de enero
Las precampañas para la elección de los candidatos del PAN al proceso electoral comenzaron el 3 de febrero, siendo los precandidatos registrados:
- José Guadalupe Osuna Millán
- Francisco Vega de Lamadrid

El 22 de abril de 2007 se llevó a cabo la elección del candidato, logrando el triunfo José Guadalupe Osuna Millán.

#### Partido Revolucionario Institucional
En los meses previos a la elección, fue visto como que el más fuerte precandidato y primero en anunciar su intención de ser gobernador, el presidente municipal de Tijuana, Jorge Hank Rhon, posteriormente también manifestaron su interés Samuel Ramos Flores (Presidente Municipal de Mexicali) y Eduardo Martínez Palomera, y sectores del PRI en el estado se ha mostraron contrarios a la realización de alianzas electorales

#### Partido de la Revolución Democrática
El 11 de mayo de 2007 el PRD anunció que ya había elegido a su candidato a Gobernador, pero que no anunciaría su nombre hasta el día de su registro oficial, para evitarle cualquier tipo de presión, y finalmente se dilucidó el 19 de mayo al ser oficialmente postulado Jaime Enrique Hurtado de Mendoza como candidato a Gobernador.

#### Partido Verde Ecologista de México y Partido Estatal de Baja California
El PVEM resolvió buscar una alianza electoral con uno o varios partidos políticos rumbo a la elección a Gobernador, esta Alianza se concretó el 31 de enero, junto al PRI y al PEBC.

#### Partido del Trabajo y Convergencia
El PT y Convergencia resolvieron constituir una colación electoral denominada Alianza Convergencia y PT para competir en el proceso electoral, registrándose el 31 de enero y como su candidata a la gubernatura a María Mercedes Maciel Ortiz

#### Partido Alternativa Socialdemócrata
Alternativa ha anunciado en voz de su excandidata presidencial, Patricia Mercado, que contenderá en el proceso electoral sin conformar alianzas y con candidatos propios, así mismo sería alrededor del 3 de febrero de 2007 que se anunciaría la precandidatura a la gubernatura.
Finalmente, el 16 de febrero, el partido registró como precandidata al gobierno del estado a Carmen García Montaño.

## Elecciones

### Municipales

#### Ayuntamiento de Ensenada
| Partido/Alianza                                         | Partido/Alianza | Candidato | Candidato                           | Votos   | Porcentaje |
| ------------------------------------------------------- | --- | --------- | ----------------------------------- | ------- | ---------- |
|                                                         | Alianza por Baja California - Partido Acción Nacional - Nueva Alianza - Partido Encuentro Social                                              |           | Pablo Alejo López Núñez Hecho       | 54 021  | 45,99      |
|                                                         | Alianza para que Vivas Mejor - Partido Revolucionario Institucional - Partido Verde Ecologista de México - Partido Estatal de Baja California |           | Jaime Palafox Granados              | 52 341  | 44,55      |
|                                                         | Partido de la Revolución Democrática |           | Carlos Hafen López                  | 4745    | 4,04       |
|                                                         | Alianza Convergencia y PT - Convergencia - Partido del Trabajo                                                                                |           | Gabino Ramírez Huerta               | 2700    | 2,30       |
|                                                         | Partido Alternativa Socialdemócrata |           | Marco Antonio Delgadillo Villanueva | 1301    | 1,10       |
|                                                         | Nulos | Nulos     | Nulos                               | 2375    | 2,02       |
| Total                                                   | Total | Total     | Total                               | 117 483 | 100,00     |
| Fuente: Instituto Estatal Electoral de Baja California. | |           |                                     |         |            |

#### Ayuntamiento de Mexicali
| Partido/Alianza                                         | Partido/Alianza | Candidato | Candidato                      | Votos   | Porcentaje |
| ------------------------------------------------------- | --- | --------- | ------------------------------ | ------- | ---------- |
|                                                         | Alianza por Baja California - Partido Acción Nacional - Nueva Alianza - Partido Encuentro Social                                              |           | Rodolfo Valdéz Gutiérrez Hecho | 133 835 | 51,23      |
|                                                         | Alianza para que Vivas Mejor - Partido Revolucionario Institucional - Partido Verde Ecologista de México - Partido Estatal de Baja California |           | Joaquín Ramírez Chacón         | 111,304 | 42.61      |
|                                                         | Partido de la Revolución Democrática |           | Juan Carlos Ruiz Rubio         | 6606    | 2,53       |
|                                                         | Alianza Convergencia y PT - Convergencia - Partido del Trabajo                                                                                |           | Sandra Torres Sánchez          | 2759    | 1,06       |
|                                                         | Partido Alternativa Socialdemócrata |           | Oscar Hernández Valenzuela     | 2401    | 0,92       |
|                                                         | Nulos | Nulos     | Nulos                          | 4346    | 1,66       |
| Total                                                   | Total | Total     | Total                          | 261 251 | 100,00     |
| Fuente: Instituto Estatal Electoral de Baja California. | |           |                                |         |            |

#### Ayuntamiento de Playas de Rosarito
| Partido/Alianza                                         | Partido/Alianza | Candidato | Candidato                 | Votos  | Porcentaje |
| ------------------------------------------------------- | --- | --------- | ------------------------- | ------ | ---------- |
|                                                         | Alianza por Baja California - Partido Acción Nacional - Nueva Alianza - Partido Encuentro Social                                              |           | Ignacio García Dwórak     | 9737   | 35,67      |
|                                                         | Alianza para que Vivas Mejor - Partido Revolucionario Institucional - Partido Verde Ecologista de México - Partido Estatal de Baja California |           | Hugo Torres Chabert Hecho | 15 953 | 58,44      |
|                                                         | Partido de la Revolución Democrática |           | Jorge Luis Quiñonez Leyva | 857    | 3,14       |
|                                                         | Alianza Convergencia y PT - Convergencia - Partido del Trabajo                                                                                |           | Iván Peñaloza Cruz        | 126    | 0,47       |
|                                                         | Partido Alternativa Socialdemócrata |           | Sergio Ortiz Luna         | 154    | 0,57       |
|                                                         | Nulos | Nulos     | Nulos                     | 454    | 1,67       |
| Total                                                   | Total | Total     | Total                     | 27 301 | 100,00     |
| Fuente: Instituto Estatal Electoral de Baja California. | |           |                           |        |            |

#### Ayuntamiento de Tecate
| Partido/Alianza                                         | Partido/Alianza | Candidato | Candidato                         | Votos  | Porcentaje |
| ------------------------------------------------------- | --- | --------- | --------------------------------- | ------ | ---------- |
|                                                         | Alianza por Baja California - Partido Acción Nacional - Nueva Alianza - Partido Encuentro Social                                              |           | Donaldo Peñalosa Ávila Hecho      | 13 517 | 47,00      |
|                                                         | Alianza para que Vivas Mejor - Partido Revolucionario Institucional - Partido Verde Ecologista de México - Partido Estatal de Baja California |           | César Moreno González de Castilla | 13 020 | 45,27      |
|                                                         | Partido de la Revolución Democrática |           | Pedro Josué Pineda Simental       | 1155   | 4,02       |
|                                                         | Alianza Convergencia y PT - Convergencia - Partido del Trabajo                                                                                |           | Alfonso Barona García             | 292    | 1,02       |
|                                                         | Partido Alternativa Socialdemócrata |           | Rafael Miravete Basáñez           | 247    | 0,86       |
|                                                         | Nulos | Nulos     | Nulos                             | 530    | 1,85       |
| Total                                                   | Total | Total     | Total                             | 28 761 | 100,00     |
| Fuente: Instituto Estatal Electoral de Baja California. | |           |                                   |        |            |

#### Ayuntamiento de Tijuana
| Partido/Alianza                                         | Partido/Alianza | Candidato | Candidato                   | Votos   | Porcentaje |
| ------------------------------------------------------- | --- | --------- | --------------------------- | ------- | ---------- |
|                                                         | Alianza por Baja California - Partido Acción Nacional - Nueva Alianza - Partido Encuentro Social                                              |           | Jorge Ramos Hernández Hecho | 206 367 | 48,30      |
|                                                         | Alianza para que Vivas Mejor - Partido Revolucionario Institucional - Partido Verde Ecologista de México - Partido Estatal de Baja California |           | Fernando del Monte          | 200 944 | 47,03      |
|                                                         | Partido de la Revolución Democrática |           | Jaime Martínez Veloz        | 8467    | 1,99       |
|                                                         | Alianza Convergencia y PT - Convergencia - Partido del Trabajo                                                                                |           | Jesús Ignacio Carlos Huerta | 2504    | 0,59       |
|                                                         | Partido Alternativa Socialdemócrata |           | Silke de la Parra           | 3174    | 0,75       |
|                                                         | Nulos | Nulos     | Nulos                       | 5860    | 1.37       |
| Total                                                   | Total | Total     | Total                       | 427 316 | 100,00     |
| Fuente: Instituto Estatal Electoral de Baja California. | |           |                             |         |            |

## Controversias

### Impugnación
El 21 de agosto a unos cuantos minutos antes de vencerse el plazo establecido por la ley, la Alianza para que Vivas Mejor (PRI-PVEM-PEBC) impugnó los resultados de la Elección. El recurso interpuesto por la Alianza busca la nulidad del resultado obtenido en casillas, la nulidad genérica y la llamada "nulidad abstracta". Sin embargo solamente fueron impugnados los resultados de la elección para gobernador y presidentes municipales correspondientes a Ensenada, Tecate y Tijuana argumentando la falta de equidad, presencia de grupos organizados del PAN en las casillas, actuación de agentes policíacos estatales, intervención del gobierno del estado y haberles retirado candidaturas.
La resolución de Tribunal de Justicia Electoral del Poder Judicial de Baja California emitió su resolución el 27 de septiembre, confirmando primero el triunfo del PAN en los ayuntamientos de Tijuana y Tecate, y del PRI en Ensenada, y luego confirmando el triunfo de José Guadalupe Osuna Millán en la elección a gobernador, "por no aportar medios de prueba (.) donde aparezca la intervención del gobierno estatal".
Ante esto, el Partido Revolucionario Institucional se ha manifestado insatisfecho con la resolución y ha anunciado que apelará ante el Tribunal Electoral del Poder Judicial de la Federación (TEPJF) para que sea éste que declare la nulidad de las elecciones. Dicha reclamación para la revisión de las elecciones a gobernador y a tres alcaldías, fue recibida por el TEPJF el 6 de octubre.
Tras una postergación inicial, el Tribunal Electoral anunció que resolvería la impugnación en sesión ordinaria el 29 de octubre de 2007; en la cual por unanimidad de votos, lo magistrados rechazaron la demanda de anulación de las elecciones por parte de la Alianza para que Vivas Mejor y de esta manera ratificaron el triunfo de José Guadalupe Osuna Millán.

## Resultados electorales

### Ayuntamientos
| Partido/Alianza                                         | Partido/Alianza | Municipios |
| ------------------------------------------------------- | --- | ---------- |
|                                                         | Alianza por Baja California - Partido Acción Nacional - Nueva Alianza - Partido Encuentro Social                                              | 4          |
|                                                         | Alianza para que Vivas Mejor - Partido Revolucionario Institucional - Partido Verde Ecologista de México - Partido Estatal de Baja California | 1          |
|                                                         | Partido de la Revolución Democrática | 0          |
|                                                         | Alianza Convergencia y PT - Convergencia - Partido del Trabajo                                                                                | 0          |
|                                                         | Partido Alternativa Socialdemócrata | 0          |
| Fuente: Instituto Estatal Electoral de Baja California. | |            |

#### Congreso
| Partido/Alianza                                                                                    | Partido/Alianza | Distritos |
| -------------------------------------------------------------------------------------------------- | --- | --------- |
| | Alianza por Baja California - Partido Acción Nacional - Nueva Alianza - Partido Encuentro Social                                              | 14        |
| | Alianza para que Vivas Mejor - Partido Revolucionario Institucional - Partido Verde Ecologista de México - Partido Estatal de Baja California | 2         |
| | Partido de la Revolución Democrática | 0         |
| | Alianza Convergencia y PT - Convergencia - Partido del Trabajo                                                                                | 0         |
| | Partido Alternativa Socialdemócrata | 0         |
| Fuente: PREP Instituto Estatal Electoral de Baja California con el 91% de las casillas computadas. | |           |

## Encuestas

### De salida
| Encuestadora      | Fuente | Fecha               | Osuna | Hank | Hurtado | Maciel | García | Otros |
| ----------------- | ------ | ------------------- | ----- | ---- | ------- | ------ | ------ | ----- |
| Consulta Mitofsky | [ 36 ] | 5 de agosto de 2007 | 50,0  | 45,8 | 2,2     |        |        | 2,0   |

### Preelectorales
| Encuestadora                            | Fuente | Fecha               | Osuna | Hank | Hurtado | Maciel | García | NS/NC |
| --------------------------------------- | ------ | ------------------- | ----- | ---- | ------- | ------ | ------ | ----- |
| Reforma                                 | [ 37 ] | 26 de julio de 2007 | 49,8  | 45,7 | 2,9     | 1      | 0,6    |       |
| Demotecnia                              | [ 38 ] | 26 de julio de 2007 | 46    | 46   | 5       | 2      | 1      |       |
| Periódico Frontera                      | [ 39 ] | 23 de julio de 2007 | 33,1  | 41,1 | 18,3    | 3,3    | 2,2    | 1,6   |
| Periódico Frontera                      | [ 40 ] | 24 de mayo de 2007  | 41,8  | 28,3 |         |        |        |       |
| Ballesteros y Asociados, S. C.          | [ 41 ] | 3 de mayo de 2007   | 32    | 38   | 1       | 1      | 2      |       |
| Reforma                                 | [ 42 ] | 26 de junio de 2007 | 51    | 43,3 | 4,1     | 1,5    | 0,1    |       |
| Periódico La Crónica de Baja California | [ 43 ] | 27 de julio de 2007 | 37,4  | 42,9 | 3,3     | 2,2    | 1,6    | 10,2  |